# Panopeus obesus
Panopeus obesus är en kräftdjursart som beskrevs av Sidney Irving Smith 1869. Panopeus obesus ingår i släktet Panopeus och familjen Panopeidae. Inga underarter finns listade i Catalogue of Life.